# Bergtofsvaktel
Bergtofsvaktel (Oreortyx pictus) är en hönsfågel i familjen tofsvaktlar. Den förekommer i bergstrakter i västra USA och alla nordvästligaste Mexiko. IUCN kategoriserar den som livskraftig.

## Utseende och läten
Bergtofsvakteln är en brungrå vaktelliknande fågel. Med en kroppslängd på 26–28 cm är den störst av tofsvaktlarna i Nordamerika och relativt kortstjärtad. Den utmärker sig tydligt med den långa och raka huvudtofsen som pekar rakt upp. Andra särdrag är tydliga vita band på de kastanjebruna flankernba, rostfärgade undre stjärttäckare och vitinramad kastanjebrun strupe. Hanens spelläte återges i engelsk litteratur som ett högljudd tvåstavigt "QUEark", likt fjällig tofsvaktel men mörkare och fallande. Från båda könen hörs mjuka kluckande läten.

## Utbredning och systematik
Bergtofsvaktel placeras som enda art i släktet Oreortyx. Den delas in i sex underarter med följande utbredning:
- Oreortyx pictus pictus – sydvästra Washington till nordvästra Kalifornien
- Oreortyx pictus plumifer – Oregon, nordöstra Kalifornien och västra Nevada
- Oreortyx pictus russelli – södra Kalifornien (Little San Bernardino Mountains)
- Oreortyx pictus eremophilus – södra Kalifornien
- Oreortyx pictus confinis – norra Baja California

Underarten eremophilus inkluderas ofta i plumifer. Vissa behandlar arten som monotypisk, det vill säga att den inte delas in i några underarter.

## Levnadssätt
Bergtofsvakteln hittas i bergsbelägna buskmarker, där den oftast är den enda tofsvakteln. Födan består mestadels av frön och rötter, men även frukt, blommor och växters gröndelar. Fågeln häckar mellan mars och juli, tidigare i söder och senare i norr.

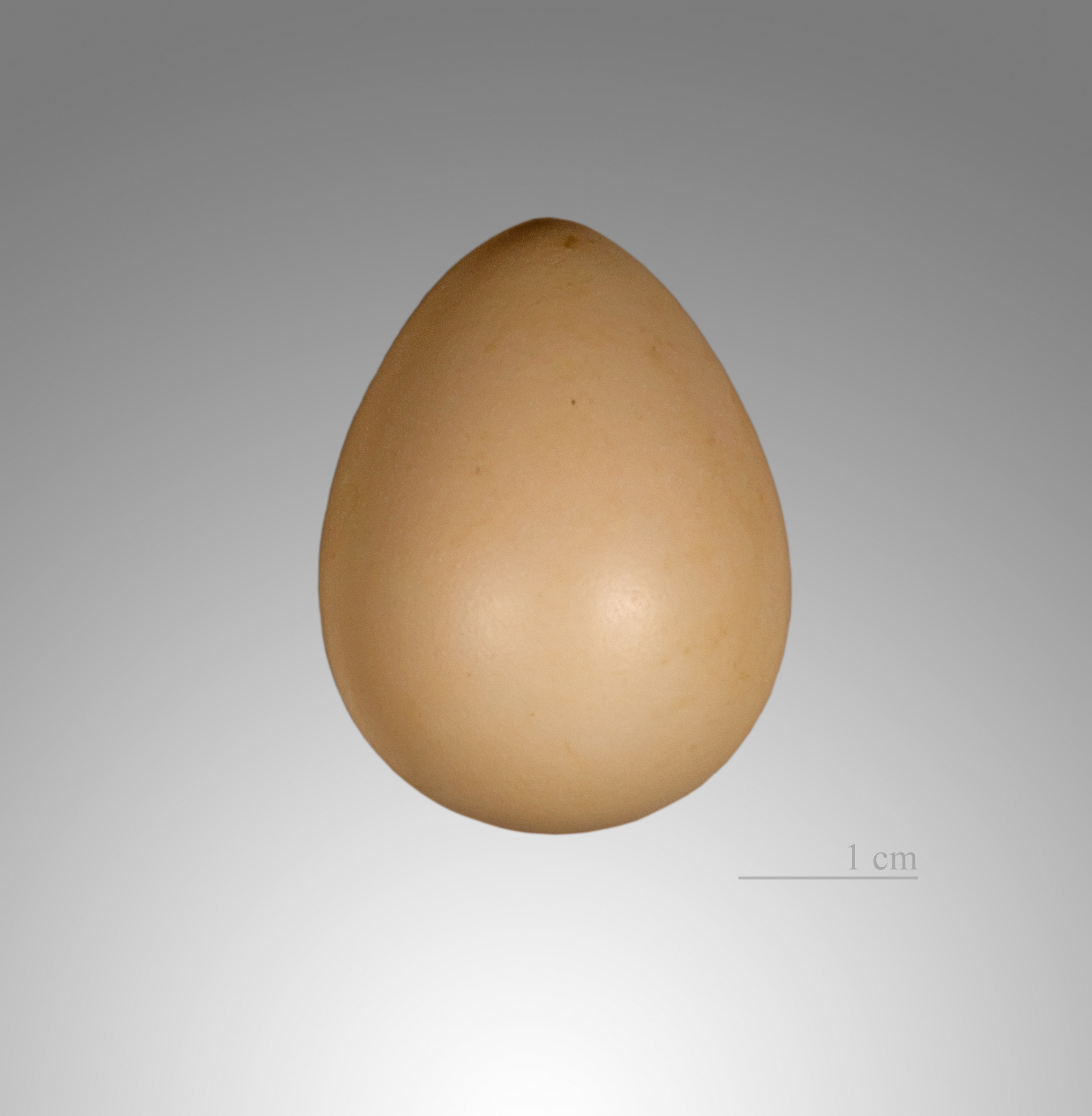
Ägg av bergtofsvaktel.

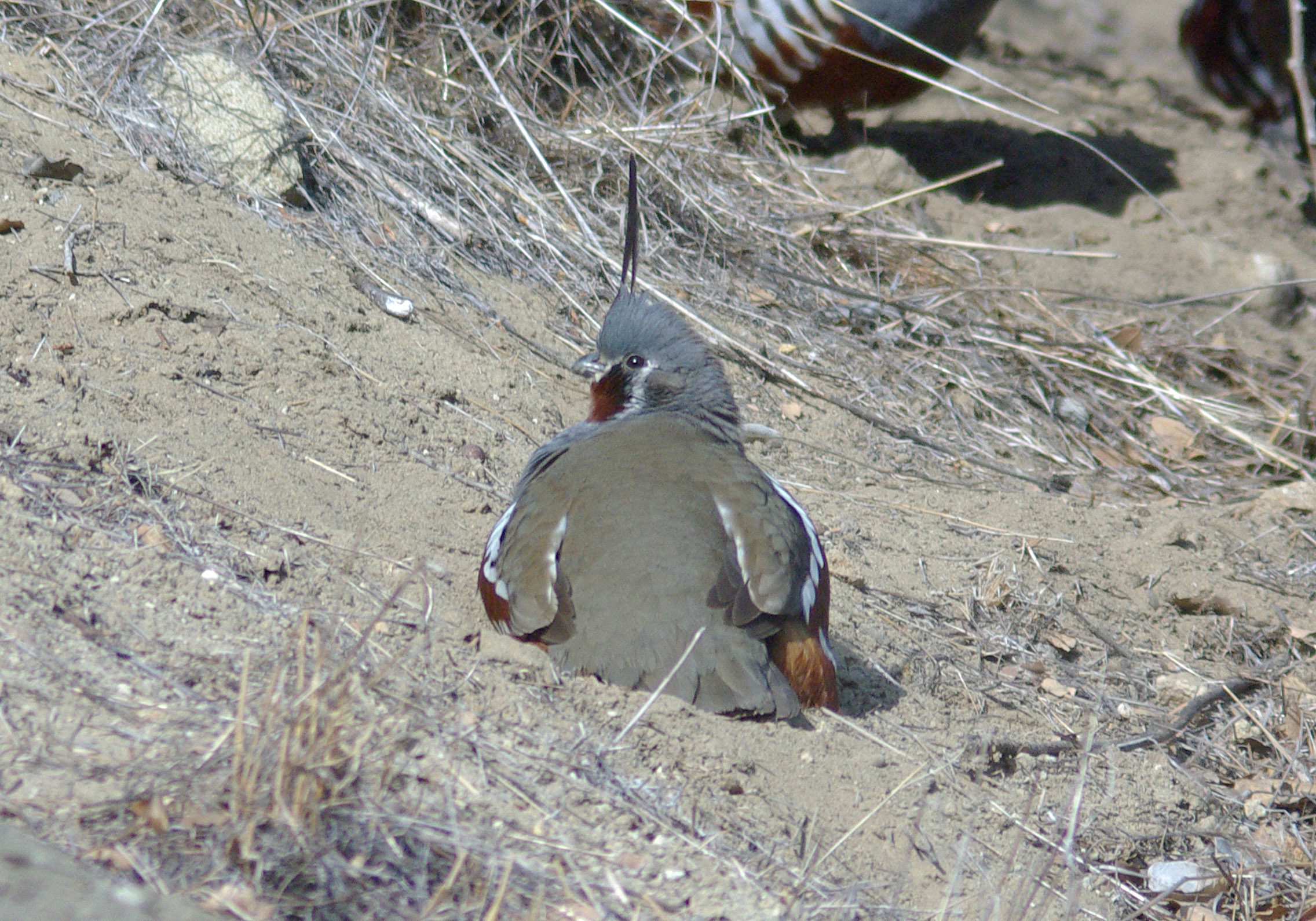
Bergtofsvaktel som sandbadar.

## Status och hot
Arten har ett stort utbredningsområde och en stor population med stabil utveckling. Utifrån dessa kriterier kategoriserar IUCN arten som livskraftig (LC).

## Namn
Fågelns vetenskapliga artnamn pictus är latin för "målad", medan släktesnamnet Oreortyx är en sammansättning av grekiska oros för "berg" och ortux, "vaktel".